# Joseph Francis James
Joseph Francis James (1857-1897) fue un profesor, botánico, micólogo y algólogo estadounidense. Era hijo del reconocido coleccionista aficionado de fósiles Urías Pierson James, de Cincinnati.
En 1885, asumió en la Institución educativa «New Miami» (futura Universidad de Miami) la cátedra de historia natural, permaneciendo cinco años allí. James publicó numerosos artículos, algunos de ellos con su padre, sobre fósiles locales y sus estratos. James fue despedido por su enseñanza de la teoría de la evolución, un destino conocido por otros geólogos, incluyendo a Edward Orton.

## Algunas publicaciones[4]
- 1895. Fungi. Contributions from the US National Herbarium 3 (4): 275-276

- “Pollen: Its Development and Use.” En Popular Science Monthly 39, julio 1891

- “On the Modes of Distribution of Plants.” En Popular Science Monthly 17, julio 1880

- “The Colorado Desert.” En Popular Science Monthly 20, enero 1882

- “A Prehistoric Cemetery.” En Popular Science Monthly 22, febrero 1883

- “How the Dodder Became a Parasite.” En Popular Science Monthly 25, septiembre 1884

- “The Antarctic Ocean.” En Popular Science Monthly 29, septiembre 1886

- “The Hickory-Nuts of North America.” En Popular Science Monthly 30, noviembre 1886

- “Curiosities of Natural Gas.” En Popular Science Monthly 34, abril 1889

- “A Brief History of the Ohio River.” En Popular Science Monthly 38, abril 1891

### Libros
- 2011. Catalogue of the Flowering Plants, Ferns and Fungi Growing in the Vicinity of Cincinnati. Edición reimpresa de BiblioBazaar, 34 pp. ISBN 1-179-71479-2

- 2011. Cephalopoda of the Cincinnati Group... Edición reimpresa de Nabu Press, 28 pp. ISBN 1-247-52105-2

- 1894. Collected papers. Volumen 1. 213 pp.

- 1889. Uriah Pierson James. 17 pp.

- 1888. Monograph of the monticuliporoid corals of the Cincinnati group. Con Uriah Pierson James. Editor U.P. James, 84 pp.

- 1885. Progress of vegetation in the Ohio valley. Editor Cincinnati Soc. of Natural History, 117 pp.

- 1884. Fucoids of the Cincinnati group. Editor	Cincinnati Soc. of natural history, 166 pp.

- 1882. Charles Robert Darwin. Edición reimpresa de Cincinnati Soc. of Natural History, 7 pp.

- 1881. Catalogue of the fossils for the Cincinnati group. Editor J. Barclay, 27 pp.

- 1881. On the geographical distribution of the indigenous plants of Europe and the northeast United States. Editor	Society of Natural History. 17 pp.

- La abreviatura «J.James» se emplea para indicar a Joseph Francis James como autoridad en la descripción y clasificación científica de los vegetales.[5]